# Elias von Steinmeyer
Emil Elias Steinmeyer, ab 1909 Ritter von Steinmeyer (* 8. Februar 1848 in Nowawes; † 5. März 1922 in Erlangen) war ein deutscher germanistischer Mediävist (Altgermanist) und Altphilologe. Er war Professor für Deutsche Sprache und Literatur an der Universität Erlangen.

## Leben

### Familie
Elias Steinmeyer entstammte einem bürgerlichen preußischen Pfarrerhaushalt. Sein Vater war der Pfarrer und Professor für evangelische Theologie Franz Ludwig Steinmeyer (1811–1900), die Mutter Agnes Emilie, geborene Wachs (1820–1866). Er war mit Anna Johanna, geborene Rust (1844–1894) seit 1877 verheiratet.

### Werdegang
Steinmeyer erhielt schulischen Privatunterricht und legte 1865 sein Abitur am Wilhelms-Gymnasium in Berlin ab. Dort studierte er von 1865 ab bis 1869 Klassische Philologie und Deutsche Philologie bei August Boeckh, Johann Gustav Droysen, Moriz Haupt, Philipp Jaffé, Theodor Mommsen, Karl Müllenhoff, Friedrich Ranke und Adolf Tobler. Bei Karl Müllenhoff promovierte er sich 1869 mit einer altphilologischen Arbeit zu „De glossis quibusdam Vergilianis“. Von 1870 bis 1871 hatte er eine Hilfsstelle am Geheimen Staatsarchiv in Berlin inne, und von 1871 bis 1873 folgten die Vorbereitungen für seine Habilitation in Berlin.
Von 1873 bis 1877 hatte er zunächst eine außerordentliche Professur für Altgermanistik an der Universität Straßburg inne, um dann einem Ruf nach Erlangen für ein Ordinariat für Deutsche Sprache und Literatur in der Nachfolge von Rudolf von Raumer zu folgen. In Erlangen wurde er 1913 emeritiert.
Steinmeyer war von 1874 bis 1895 Herausgeber der altgermanistischen Zeitschrift für deutsches Alterthum und deutsche Literatur und vom miterscheinenden Rezensionsorgan „Anzeiger für deutsches Alterthum und deutsche Literatur“. Der Altgermanist Julius Zacher schlug 1870 Steinmeyer vor, ein neues Althochdeutsches Wörterbuch zu erstellen, um das bis dahin gültige Werk von Eberhard Gottlieb Graff, bedingt durch dessen umständliche Benutzbarkeit, zu ersetzen. Steinmeyer veranlasste dies zu seinen Vorarbeiten der Edition der „Althochdeutschen Glossen“. Er unternahm 1873, gefördert durch ein Stipendium des Preußischen Unterrichtsministeriums, Reisen in die deutschsprachigen Länder, in die Benelux-Länder und nach Frankreich (Bibliothèque nationale de France in Paris) zur Anlage eines Belegarchivs durch Verzettelung der Glossen und der althochdeutschen Sprachdenkmäler.

## Ehrungen
Er wurde 1909 von Prinzregent Luitpold mit dem Ritterkreuz des Verdienstordens der Bayerischen Krone beliehen. Mit der Verleihung war die Erhebung in den persönlichen Adelstand verbunden und er durfte sich nach der Eintragung in die Adelsmatrikel Ritter von Steinmeyer nennen. Außerdem hatte er folgende weitere Ehrungen erhalten:
- 1896 Ritter III. Klasse des Verdienstorden vom Heiligen Michael
- 1905 bayerischer Geheimer Hofrat
- 1913 Geheimer Rat
- 1917 Kriegsverdienstkreuz

## Mitgliedschaften
- 1886 korrespondierendes Mitglied der Bayerischen Akademie der Wissenschaften
- 1895 korrespondierendes Mitglied und 1918 auswärtiges Mitglied der Akademie der Wissenschaften zu Göttingen
- 1900 Ehrenmitglied des „Bayerischen Deutschphilologenverbands “
- 1905 Gründungsmitglied und 1907–1922 Vorstandsmitglied der „Gesellschaft für Fränkische Geschichte“ in Bamberg
- 1907 korrespondierendes Mitglied der Österreichischen Akademie der Wissenschaften
- 1920 Mitglied der „Straßburger Wissenschaftlichen Gesellschaft“ in Heidelberg

## Schriften (Auswahl)
- Altdeutsche Studien. Mit Oskar Jänicke und Wilhelm Wilmann. Berlin 1871.
- Über einige Epitheta der mittelhochdeutschen Poesie. Rede beim Antritt des Prorectorates der Kgl. Bayer. Friedrich-Alexanders-Univ. Erlangen am 4. November 1889 gehalten. Erlangen 1889.
- Die jüngeren Handschriften der Erlanger Universitätsbibliothek. Erlangen 1913.

Editionen
- Die althochdeutschen Glossen. 5 Bände. Mit Eduard Sievers. Band 1 und 4
  - Bd. 1: Glossen zu biblischen Schriften. Berlin 1879.
  - Bd. 2: Glossen zu nicht biblischen Schriften. Berlin 1882.
  - Bd. 3: Sachlich geordnete Glossare. Berlin 1895.
  - Bd. 4: Alphabetisch geordnete Glossare, Adespota. Nachträge zu Bd. 1–3. Handschriftenverzeichnis. Berlin 1898.
  - Bd. 5: Ergänzungen und Untersuchungen. Berlin 1922.
  - Neudruck Dublin/Zürich 1968–1969.
- Denkmäler deutscher Poesie und Prosa aus dem VIII.–XII. Jahrhundert. Herausgegeben von Karl Müllenhoff und Wilhelm Scherer. 2 Bände, 3. Auflage, Berlin 1892.
- Die Matrikel der Universität Altdorf. 2 Bände. Würzburg 1912.
- Die kleineren althochdeutschen Sprachdenkmäler. Berlin 1916.